# Cantón Tosagua
Tosagua es un cantón de la provincia de Manabí en Ecuador, tiene una población de 42.853 habitantes.  Su cabecera cantonal es la ciudad de Tosagua.  El alcalde actual para el período 2023 - 2027 es Romel Cedeño.

## Extensión y límites
Tosagua tiene una extensión de 377 km². Sus límites son:
- Al Norte con los cantones Chone y San Vicente.
- Al sur con los cantones Rocafuerte y Junín.
- Al este con los cantones Chone, Junín y Bolívar.
- Al oeste con el cantón Sucre.

## División política
Tosagua se divide en tres parroquias: una parroquia urbana: Tosagua (cabecera cantonal), y dos parroquias rurales: Bachillero y Ángel Pedro Giler (La Estancilla).

### Ángel Pedro Giler
La otrora Estancilla nombre que fue (actualmente son cientos de habitantes y extraños quienes la conocen por ese nombre) dado por encontrarse situada a orillas del Carrizal, pues la población fue paso obligado, seguro refugio y estadía para los pasajeros de balsas, canoas o vapores que se dirigían hacia Calceta o hacia Bahía, donde reponían fuerzas o tomaban las bestias de carga para movilizarse hasta otros puntos geográficos circundantes, dándole la característica de estancia a este paraje. Aunque también se recuerda que desde 1905 hasta 1966, el ferrocarril que unía a Bahía de Caráquez con Calceta y Chone pasaba por esta población y, al parecer, los viajeros, hacían un pequeño alto aquí, lo que le daba el carácter de una pequeña estadía o “estancia” a nuestro pueblo.
La nominación de “Ángel Pedro Giler”, adoptada oficialmente por la jurisdicción parroquial desde el 10 de marzo de 1945 y restituida por Ordenanza Municipal del 25 de octubre de 1996, aprobada por Acuerdo Nº 092 del Ministerio de Gobierno, del 9 de diciembre del mismo año, es el nombre de un ilustre tosagüense radicado en "La Madera", gestor del progreso material, social y cultural de esta parroquia.

#### La represa “Ángel Pedro Giler”
Dentro del amplio proyecto de rescate rural que el Gobierno Nacional de entonces puso en manos del ingeniero Rubén Villacreces Garcés, después que la Provincia de Manabí superviviera a las terribles sequías acaecidas en la primera mitad del siglo que acabó de pasar, estuvo la construcción de tapes, canales y represas a lo largo y ancho de las principales cuencas hídricas provinciales. Entre los puntos coyunturales y estratégicos que detectó el Ing. Villacreces, estuvo el lugar en el que hoy se levanta la represa sobre el cauce del río Carrizal.
Así pues, patrocinado por el entonces Centro de Rehabilitación de Manabí (CRM), el profesional quiteño procedió a realizar los estudios de factibilidad, el diseño de la presa y, enseguida, la construcción de la obra física en la que participaron moradores de la zona y de distintos puntos de la geografía nacional. Esto acaecía en el último lustro de los años 60. Desde entonces la fisonomía del Carrizal inició un significativo cambio, pues sus aguas se vieron no solo almacenadas por el dique, sino que aseguradas (ya que el líquido vital que otrora, en los meses más severos de la estación seca, faltaba, ahora permanecía embalsado) contribuyendo a que los habitantes tomasen sus baños en el embalse mismo y aguas abajo del vertedero con verdadero deleite.

### San José de Bachillero
Bachillero se llamó primero “Catarama” por el hecho de que existió en el suelo del lugar unas plantas espinosas llamadas Cataramas, luego que la población se fue descubriendo se observó que el terreno estaba rodeado de ciénagas y sus vías llenas de baches, siendo estos últimos los cuales de tanto pronunciar y con la implementación de modismos durante el paso del tiempo llegó a conocerse el lugar como Bachillero, que luego los moradores lo consagraron bajo la protección de San José de Bachillero, siendo San José su Patrono.
En 1889 se da por terminado la construcción de la iglesia, celebrándose la primera misa el 19 de marzo en homenaje al Patrono San José, oficiándola el sacerdote José Vicente Loor. Así transcurre el tiempo, hasta que por el progreso alcanzado por los pobladores, el 28 de mayo de 1944 fue elevada a categoría de parroquia, el 10 de agosto de 1945 fue inaugurada la Parroquia.